# Jan Procházka (politik)
Jan Procházka (13. července 1858 – březen 1941 (???)) byl český a československý politik a meziválečný senátor Národního shromáždění za Československou sociálně demokratickou stranu dělnickou.

## Biografie
V parlamentních volbách v roce 1920 získal za Československou sociálně demokratickou stranu dělnickou senátorské křeslo v Národním shromáždění. V senátu zasedal do roku 1925.
Profesí byl truhlářem v Horním Růžodolu.
V březnu 1941 se uvádí, že zemřel jistý Jan Procházka, zakládající člen Severočeského konsumního a výrobního družstva v Liberci, ve věku 83 let.